# Mysteries of London
Mysteries of London è un film del 1915 diretto da A.E. Coleby.

## Trama
Un impiegato arrestato ingiustamente viene liberato giusto in tempo per potere salvare sua figlia che stava per essere uccisa per la sua eredità.